# Memorial Hubert Wagner 2007
Il Memorial Hubert Wagner 2007 si è svolto dal 15 al 19 agosto 2007 a Olsztyn, Elbląg e Ostróda, in Polonia: al torneo hanno partecipato sei squadre nazionali e la vittoria finale è andata per la prima volta alla Germania.

## Squadre partecipanti
| Squadra     | Qualificazione      | Ultima partecipazione       |
| ----------- | ------------------- | --------------------------- |
| Germania    | Wild card           | Memorial Hubert Wagner 2003 |
| Regno Unito | Wild card           | Esordio                     |
| Paesi Bassi | Wild card           | Memorial Hubert Wagner 2005 |
| Polonia     | Paese organizzatore | Memorial Hubert Wagner 2006 |
| Serbia      | Wild card           | Esordio                     |
| Slovacchia  | Wild card           | Esordio                     |

## Torneo

### Risultati
| 15 agosto 2007 ?, ? Durata: ? - Spettatori: ?       | Regno Unito | 0 - 3 | Germania    | 17-25, 17-25, 23-25               |
| 15 agosto 2007 ?, ? Durata: ? - Spettatori: ?       | Polonia     | 3 - 2 | Slovacchia  | 25-20, 21-25, 25-21, 18-25, 16-14 |
| 15 agosto 2007 ?, ? Durata: ? - Spettatori: ?       | Serbia      | 1 - 3 | Paesi Bassi | 25-20, 21-25, 21-25, 23-25        |
| 16 agosto 2007 ?, ? Durata: ? - Spettatori: ?       | Paesi Bassi | 2 - 3 | Slovacchia  | 24-26, 25-19, 25-23, 17-25, 12-15 |
| 16 agosto 2007 ?, ? Durata: ? - Spettatori: ?       | Polonia     | 3 - 1 | Regno Unito | 25-20, 24-26, 25-16, 25-20        |
| 16 agosto 2007 ?, ? Durata: ? - Spettatori: ?       | Germania    | 3 - 1 | Serbia      | 25-22, 25-23, 26-28, 25-22        |
| 17 agosto 2007 ?, Olsztyn Durata: ? - Spettatori: ? | Germania    | 3 - 1 | Slovacchia  | 25-15, 25-20, 21-25, 25-22        |
| 17 agosto 2007 ?, Olsztyn Durata: ? - Spettatori: ? | Serbia      | 3 - 0 | Regno Unito | 29-27, 25-12, 25-21               |
| 17 agosto 2007 ?, Olsztyn Durata: ? - Spettatori: ? | Polonia     | 1 - 3 | Paesi Bassi | 24-26, 25-23, 21-25, 23-25        |
| 18 agosto 2007 ?, Olsztyn Durata: ? - Spettatori: ? | Serbia      | 3 - 2 | Slovacchia  | 25-22, 23-25, 23-25, 25-21, 15-13 |
| 18 agosto 2007 ?, Olsztyn Durata: ? - Spettatori: ? | Paesi Bassi | 3 - 0 | Regno Unito | 25-23, 25-18, 25-13               |
| 18 agosto 2007 ?, Olsztyn Durata: ? - Spettatori: ? | Polonia     | 2 - 3 | Germania    | 25-14, 23-25, 25-21, 22-25, 14-16 |
| 19 agosto 2007 ?, Olsztyn Durata: ? - Spettatori: ? | Slovacchia  | 3 - 0 | Regno Unito | 25-22, 25-14, 25-19               |
| 19 agosto 2007 ?, Olsztyn Durata: ? - Spettatori: ? | Paesi Bassi | 2 - 3 | Germania    | 20-25, 19-25, 25-23, 25-17, 8-15  |
| 19 agosto 2007 ?, Olsztyn Durata: ? - Spettatori: ? | Polonia     | 3 - 2 | Serbia      | 25-17, 25-21, 22-25, 20-25, 16-14 |

### Classifica
| Pos | Squadra     | Pt | G | V | P | SV | SP | Ratio | PF  | PS  | Ratio |
| --- | ----------- | -- | - | - | - | -- | -- | ----- | --- | --- | ----- |
| 1   | Germania    | 10 | 5 | 5 | 0 | 15 | 6  | 2.500 | 478 | 439 | 1.089 |
| 2   | Paesi Bassi | 8  | 5 | 3 | 2 | 13 | 8  | 1.625 | 469 | 449 | 1.045 |
| 3   | Polonia     | 8  | 5 | 3 | 2 | 12 | 11 | 1.091 | 513 | 489 | 1.049 |
| 4   | Slovacchia  | 7  | 5 | 2 | 3 | 11 | 11 | 1.000 | 475 | 470 | 1.011 |
| 5   | Serbia      | 7  | 5 | 2 | 3 | 10 | 11 | 0.909 | 477 | 470 | 1.015 |
| 6   | Regno Unito | 5  | 5 | 0 | 5 | 1  | 15 | 0.067 | 308 | 403 | 0.764 |

## Classifica finale
| Pos | Squadre     | Qualificazione |
| --- | ----------- | -------------- |
|     | Germania    | -              |
|     | Paesi Bassi | -              |
|     | Polonia     | -              |
| 4   | Slovacchia  | -              |
| 5   | Serbia      | -              |
| 6   | Regno Unito | -              |

## Premi individuali
| Premio                | Nome             | Squadra     |
| --------------------- | ---------------- | ----------- |
| MVP                   | Jochen Schöps    | Germania    |
| Miglior attaccante    | Robert Horstink  | Paesi Bassi |
| Miglior muro          | Stefan Hübner    | Germania    |
| Miglior ricevitore    | Michał Winiarski | Polonia     |
| Miglior libero        | Martin Pipa      | Slovacchia  |
| Miglior palleggiatore | Paweł Zagumny    | Polonia     |